# Kammerphilharmonie Graz
Die Kammerphilharmonie Graz ist ein österreichisches Kammerorchester. 

## Geschichte
Die Kammerphilharmonie Graz wurde 2001 von Achim Holub gegründet und entwickelte sich seither zu einem der bedeutendsten Orchester seiner Art in Österreich. Das Ensemble gab zahlreiche Konzerte in der Steiermark, Kärnten sowie dem Burgenland und gastierte bei verschiedenen Festivals wie dem Steirischen Kammermusikfestival. Ferner trat die Kammerphilharmonie Graz mit bekannten Solisten wie der österreichischen Gitarristin Johanna Beisteiner und dem britischen Pianisten Nick van Bloss auf. Das Orchester steht ab 2023 unter der künstlerischen Leitung von Markus Bauer und der Chefdirigent ist Achim Holub.